# 义平省
义平省（越南语：／），是1976年至1989年间位于越南南中部的省份，省莅归仁市，今属广义省和平定省。

## 地理
义平省北接广南-岘港省，西接嘉莱-崑嵩省，南接富庆省，东临南海。

## 历史
1976年2月，广义省和平定省合并为义平省，省莅归仁市社。下辖归仁市社、广义市社2市社和安仁县、波澌县、平山县、德普县、怀恩县、怀仁县、慕德县、义明县、符吉县、符美县、福耘县、山河县、山静县、西山县、茶蓬县15县。
1981年8月24日，福耘县分设为绥福县和耘耕县，西山县析置永盛县，怀恩县析置安老县，义明县分设为义行县和明隆县，广义市社析置思义县。
1986年7月3日，归仁市社改制为归仁市。
1988年，义平省下辖归仁市、广义市社和安老县、安仁县、波澌县、平山县、德普县、怀恩县、怀仁县、明隆县、慕德县、义行县、符吉县、符美县、山河县、山静县、西山县、茶蓬县、思义县、绥福县、耘耕县和永盛县20县。
1989年6月30日，越南国会通过决议，撤销义平省，恢复广义省和平定省。广义省下辖广义市社和波澌县、平山县、德普县、明隆县、慕德县、义行县、山河县、山静县、茶蓬县和思义县10县，省莅广义市社；平定省下辖归仁市和安老县、安仁县、怀恩县、怀仁县、符吉县、符美县、西山县、绥福县、耘耕县和永盛县10县，省莅归仁市。

## 行政区划
1988年，义平省下辖1市1市社20县。
- 归仁市
- 广义市社
- 安老县
- 安仁县
- 波澌县
- 平山县
- 德普县
- 怀恩县
- 怀仁县
- 明隆县
- 慕德县
- 义行县
- 符吉县
- 符美县
- 山河县
- 山静县
- 西山县
- 茶蓬县
- 思义县
- 绥福县
- 耘耕县
- 永盛县